# Monte Xagó

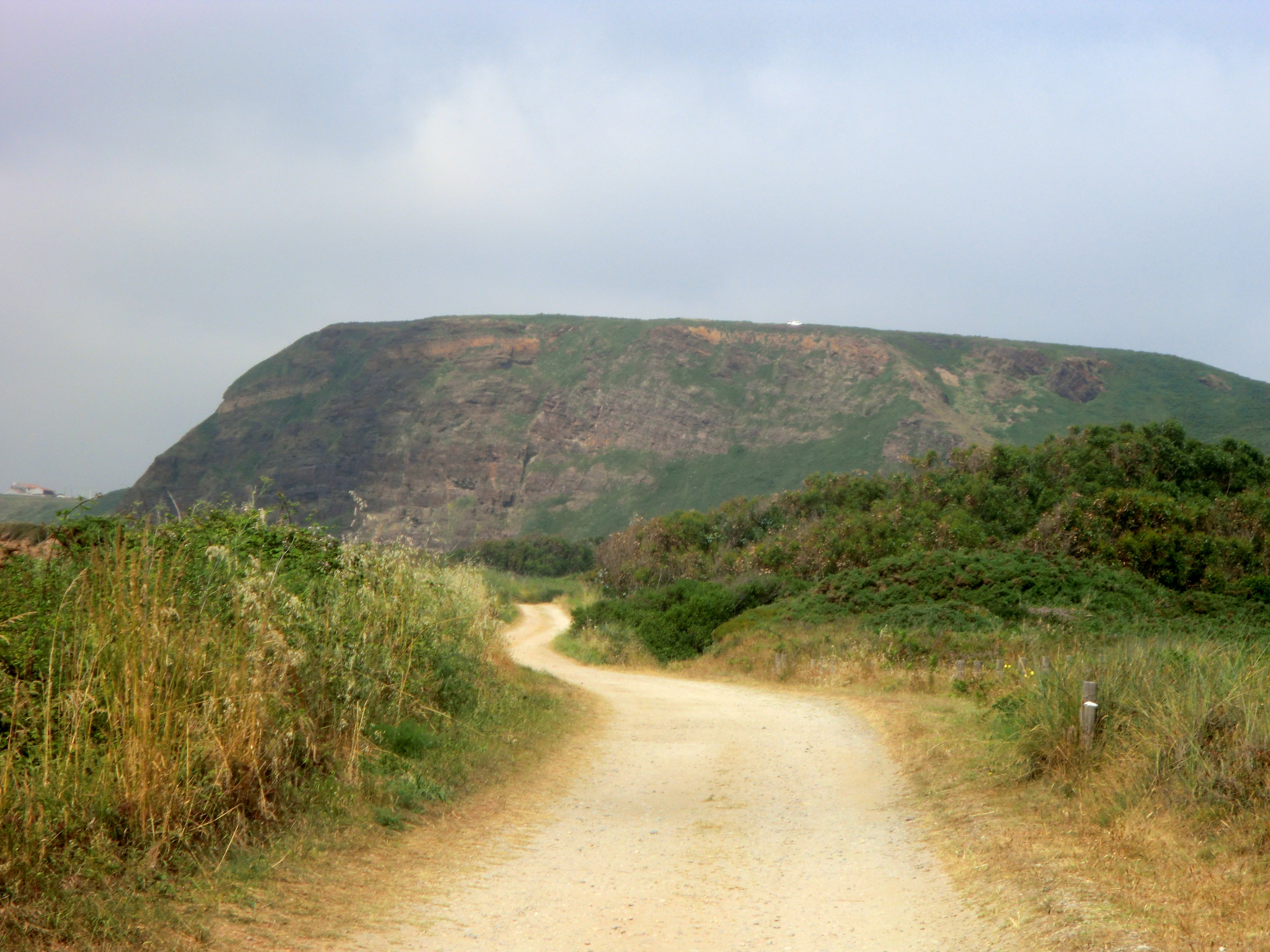
Der Monte Xagó aus ca. zwei Kilometer Entfernung aus betrachtet

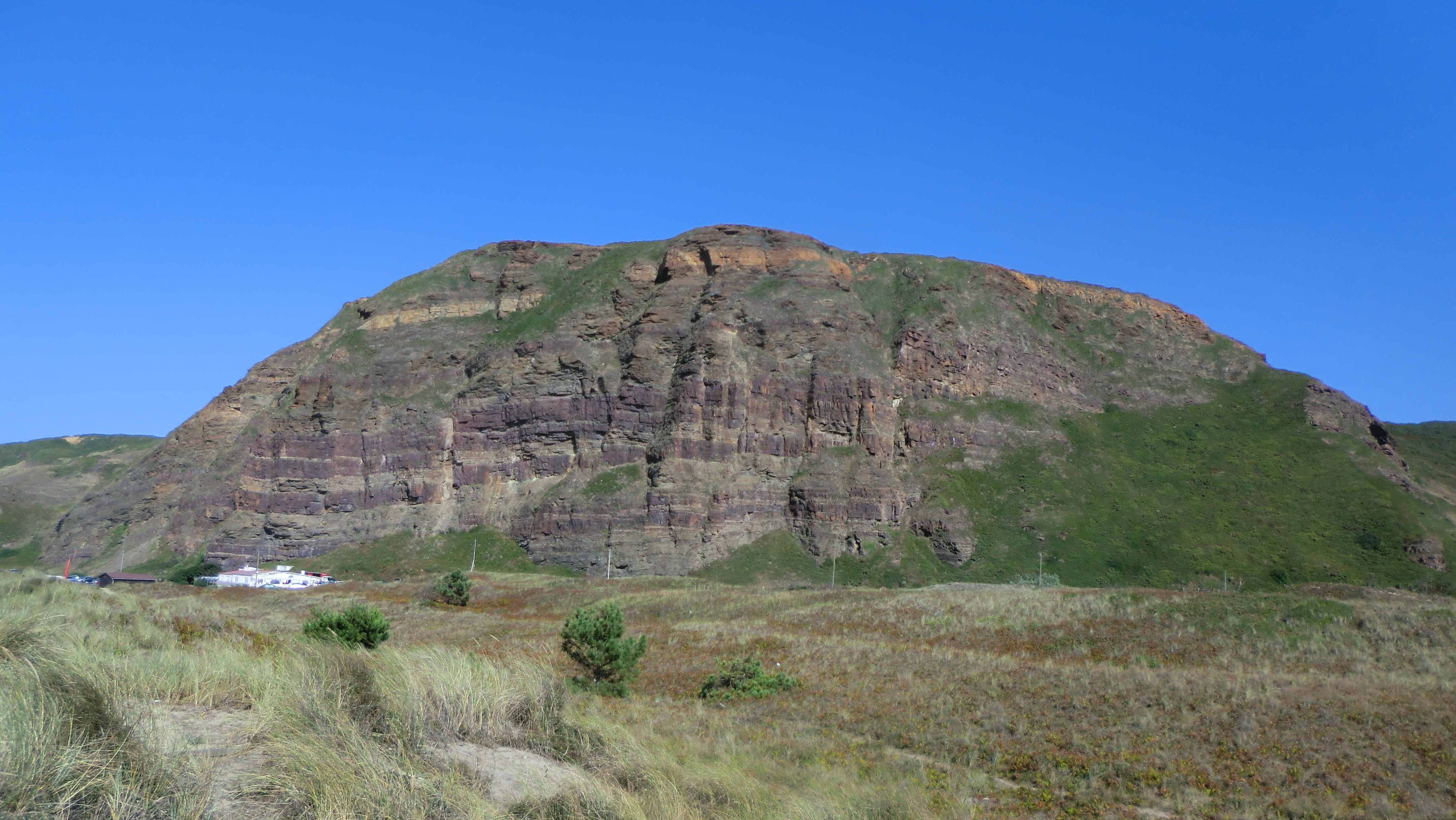
Der Monte Xagó aus ca. 800 Meter Entfernung. Links unten das Gebäude ist eine der drei Gaststätten am Strand Xago

Der Monte Xagó  (deutsch etwa: Xagoer Berg) ist ein 105 Meter hoher Berg auf dem Gebiet der Gemeinde Gozón, in Asturien, im Norden Spaniens. Er liegt direkt an der Küste des Kantabrischen Meeres am Nordostende des Playa de Xagó. Hier fällt seine Nordwestflanke steil zum Strand ab und beherrscht die  Kulisse dieses Küstenabschnittes. Der Gipfelbereich stellt sich eher als eine Art Hochfläche dar. Hier liegt die Ortschaft Xagó, die als Casas de Xagó bekannt sind.
Der Berg gehört zum Landschaftsschutzgebiet Cabo de Peñas.
Der Name des Berges leitet sich folglich von der winzigen Ortschaft Xagó  ab, die  neben genanntem Strand auch der diesem vorgelagerte Meeresbucht, der Ensenada de Xago, ihren Namen verlieh.
Die Hänge des Berges sind zur See hin schroff, zur Landseite sanfter. Der Monte Xagó  ist unbewaldet und weist neben vegetationslosen, felsigen Bereichen ansonsten Grasbewuchs auf.
Aufgrund seiner Dominanz hat man vom Gipfel des Berges einen weiten Blick auf das Meer, den Playa de Xagó samt den Dünen von Xagó.
Über den Gipfel verläuft eine bekannte Wanderroute vom Ria des Aviles zum Punta Llampero, deren höchster Punkt sich gleichsam hier befindet.